# 格拉纳达野兔
格拉纳达野兔（学名:Lepus granatensis），是一种分布于伊比利亚半岛的兔。

## 简介及分布范围
伊比利亚野兔（即格拉纳达野兔）是伊比利亚地方性的野兔品种。其分布范围覆盖了伊比利亚半岛的大部分，如西班牙、葡萄牙及法国，并且是当地最重要的猎物物种。

### 繁衍特征
伊比利亚野兔繁衍模式罕见，使人类难以对其再生模式做一个健全的管理。因此，为了研究伊比利亚野兔繁衍，人们不得不采取以下步骤实施：
- 确定基本繁衍参数
- 评估繁殖活动的季节性变化
- 估算其每年的生产力。

自1997年中期到1997年，在葡萄牙南部，每两个月抓捕一次伊比利亚野兔，以记录其繁衍状况。

### 饮食习惯
伊比利亚野兔是草食性的。研究表明，冬季伊比利亚野兔对草地的消耗比夏季高。